# مافیا ۲
مافیا ۲ (به انگلیسی: Mafia II) یک بازی ویدئویی به سبک اکشن-ماجرایی و جهان باز است که توسط شرکت ۲کی چک ساخته شد و بوسیلهٔ توکی گیمز در اوت ۲۰۱۰ برای پلی‌استیشن ۳، ایکس‌باکس ۳۶۰ و مایکروسافت ویندوز منتشر و سپس در دسامبر ۲۰۱۱ توسط فرال اینتراکتیو برای اواس ده عرضه شد. این بازی دومین قسمت از سری بازی‌های مافیا و مستقیماً دنبالهٔ نسخه مافیا می‌باشد.

## داستان
ویتو اسکالتا (Vito Scaletta)، نقش اصلی بازی مافیا ۲ در سیسیل، ایتالیا به دنیا می‌آید ولی پدرش به دلیل فقر و بیکاری به شهر خلیج امپراتوری (شهری خیالی برگرفته از نیویورک، شیکاگو، لس آنجلس و بوستون) می‌آید، اما در آن‌جا هم وضعی بهتر از زندگیشان در سیسیل نصیبشان نمی‌شود. پدرش برای شخصی به نام پاپالاردو شروع به کار می‌کند که بعداً خود پاپالاردو مسئول قتل وی می‌شود. ویتو به دلیل اینکه انگلیسی بلد نبوده پدرش او را به مدرسه می‌فرستد که در آنجا با شخصی به نام جو آشنا می‌شود که بعدها با هم به دزدی می‌پردازند که در یکی از این شب‌ها ویتو گیر پلیس می‌افتد ولی جو موفق به فرار می‌شود. بازی در دوران جنگ جهانی اتفاق می‌افتد و ویتو را به جنگ می‌فرستند. دو سال بعد ویتو تیر می‌خورد و برمی‌گردد تا استراحت کند که در ایستگاه قطار جو را می‌بیند و با هم به یک بار می‌روند و در آن‌جا ویتو داستان را برای جو تعریف می‌کند و می‌گوید که باید دوباره به جنگ بازگردد و جو به یکی از دوستان خود که در کار جعل اسناد بوده زنگ می‌زند و به ویتو می‌گوید که دیگر نمی‌خواهد به جنگ بازگردد. از آن طرف خواهر ویتو دو هزار دلار به یک خلافکار بدهکار است. ویتو مجبور می‌شود برای جور کردن این پول دست به دزدی بزند و در این راه از جو باربارا دوست قدیمی‌اش کمک می‌گیرد. جو به او می‌گوید برای پول درآوردن بابد مقداری سهام غیرقانونی به پمپ بنزین‌ها بفروشد. اما یکی از همان پمپ بنزین دارها او را لو می‌دهد و باعث می‌شود ویتو برای هفت سال به زندان برود و در آنجا با لئو از رئیس‌های مافیا آشنا می‌شود. او در ازای کشتن اونیل به ویتو وعده آزادی می‌دهد. بعد از آزادی ویتو توسط لئو، ویتو دوباره از جو می‌خواهد او را وارد دار و دستهٔ مافیا کند و ویتو دوباره خلافکار می‌شود. او با یکی از دوستان قدیمی‌اش به نام هِنری، سونیک ایکس آشنا می‌شود و او را به جو نیز معرفی می‌کند. سرانجام، یک روز هنری به دست مافیای چینی کشته می‌شود. ویتو و جو رئیس باند چینی را تعقیب می‌کنند و او را می‌کشند اما می‌فهمند که هنری یک پلیس اف‌بی‌آی است. یک روز لئو به ویتو زنگ می‌زند و به او می‌گوید با کشتن چینی‌ها یک جنگ مافیایی راه انداخته و تنها راه خاموش کردن جنگ کشتن یکی از دوستان جو (فالکون) است و تنها راه نجات جان ویتو همین است و اگر قبول نکند، کشته می‌شود. ویتو به خانه فالکون می‌رود و می‌فهمد که جو به او خیانت کرده اما جو نظرش عوض شده و به کمک ویتو فالکون را می‌کشند و افراد وینچی برای این پیروزی آن‌ها را سوار می‌کنند اما وقتی ماشینی که جو را اسکورت می‌کند، به سمتی که انتظارش نمی‌رفت، می‌پیچد، لئو می‌گوید که جو جزو قرار ما نبود و داستان پایان می‌یابد.